# شفاعت‌لی
شفاعت‌لی (به ترکی استانبولی: Şefaatli) شهری است در کشور ترکیه که در استان یوزگات واقع شده‌است. جمعیت این شهر بر اساس سرشماری سال ۲۰۰۸ میلادی ۱۰٬۷۰۴ نفر و بر اساس برآوردهای سال ۲۰۰۹ میلادی ۱۰٬۳۹۸ نفر می‌باشد.